# Estación Chañar
Chañar es una antigua estación ferroviaria que se ubica en la localidad de Estación Chañar, en la parte norte de la comuna de la Higuera, en la Provincia de Elqui, Región de Coquimbo, Chile.
El origen de su nombre se encuentra asociado a la Quebrada Chañar de la cuenca Quiebrada El Pelicano. La estación fue levantada con la conexión de la Red Longitudinal Norte entre La Serena y Vallenar en 1911.
Actualmente, Estación Chañar se encuentra a poca distancia del trazado de la actual Ruta 5 norte. La estación fue suprimida mediante decreto del 28 de julio de 1978. Solamente quedan en pie algunos cimientos y el andén del antiguo edificio de la estación ferroviaria y 3 vías paralelas, además de un triángulo de vías ubicado unos metros al norte.